# Saint-Hilaire-sur-Benaize
Pour les articles homonymes, voir Saint-Hilaire et Benaize (homonymie).
Saint-Hilaire-sur-Benaize est une commune française située dans le département de l'Indre, en région Centre-Val de Loire.

## Géographie

### Localisation
La commune est située dans le sud-ouest du département, à la limite avec le département de la Vienne. Elle est située dans la région naturelle de la Brenne, au sein du parc naturel régional de la Brenne.
Les communes limitrophes sont : Mauvières (2 km), Liglet (6 km), Concremiers (6 km) et Béthines (8 km).
Les communes chefs-lieux et préfectorales sont : Le Blanc (8 km), Saint-Gaultier (28 km), Châteauroux (55 km), La Châtre (70 km) et Issoudun (82 km).

### Hameaux et lieux-dits
Les hameaux et lieux-dits de la commune sont : la Couture, la Mallatière et le Breuil.

### Géologie et hydrographie
Saint-Hilaire-sur-Benaize dispose de deux cavités souterraines naturelles nommé « Grottes de Saint-Hilaire et Grotte du Moulin ».
La commune est classée en zone de sismicité 2, correspondant à une sismicité faible.
Le territoire communal est arrosé par les rivières Anglin et Benaize. Le confluent de ces deux cours d'eau est sur le territoire de la commune.

### Climat
Pour des articles plus généraux, voir Climat du Centre-Val de Loire et Climat de l'Indre.
En 2010, le climat de la commune est de type climat océanique dégradé des plaines du Centre et du Nord, selon une étude du Centre national de la recherche scientifique s'appuyant sur une série de données couvrant la période 1971-2000. En 2020, Météo-France publie une typologie des climats de la France métropolitaine dans laquelle la commune est exposée à un climat océanique altéré et est dans la région climatique Poitou-Charentes, caractérisée par un bon ensoleillement, particulièrement en été et des vents modérés.
Pour la période 1971-2000, la température annuelle moyenne est de 11,7 °C, avec une amplitude thermique annuelle de 15,1 °C. Le cumul annuel moyen de précipitations est de 771 mm, avec 11,7 jours de précipitations en janvier et 6,9 jours en juillet. Pour la période 1991-2020, la température moyenne annuelle observée sur la station météorologique de Météo-France la plus proche, sur la commune du Blanc à huit km à vol d'oiseau, est de 12,9 °C et le cumul annuel moyen de précipitations est de 776,4 mm,. Pour l'avenir, les paramètres climatiques de la commune estimés pour 2050 selon différents scénarios d'émission de gaz à effet de serre sont consultables sur un site dédié publié par Météo-France en novembre 2022.

### Voies de communication et transports
Le territoire communal est desservi par les routes départementales : 53, 53A, 53B, 88 et 975.
La ligne du Blanc à Argenton-sur-Creuse via Saint-Benoît-du-Sault passait par le territoire communal, une gare desservait la commune. La gare ferroviaire la plus proche est la gare d'Argenton-sur-Creuse, à 43 km.
Saint-Hilaire-sur-Benaize n'est pas desservie par des dessertes de bus.
L'aéroport le plus proche est l'aéroport de Châteauroux-Centre, à 71 km.
Le territoire communal est traversé par le sentier de grande randonnée de pays de la Brenne.

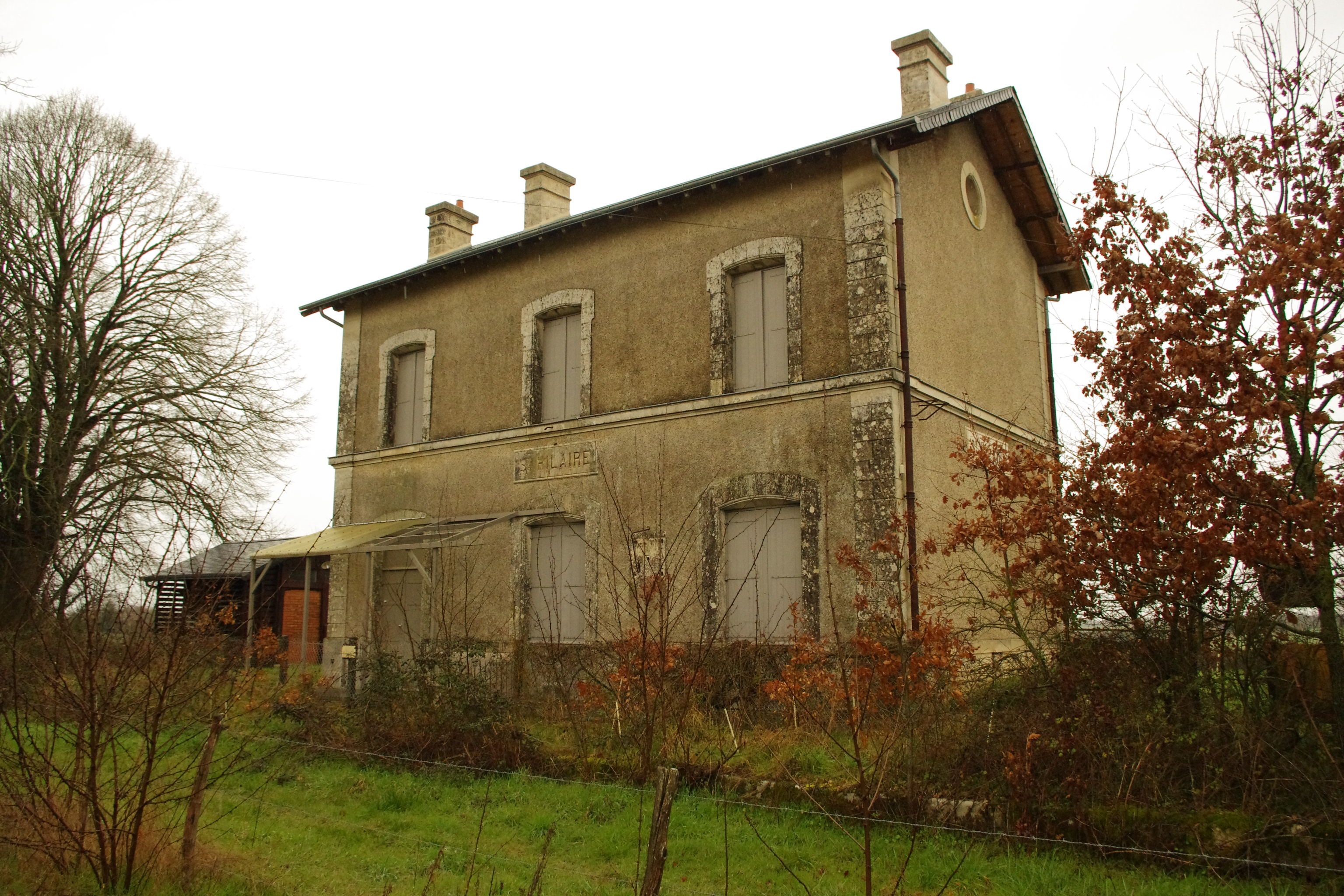
L'ancienne gare en 2013.

## Urbanisme

### Typologie
Au 1er janvier 2024, Saint-Hilaire-sur-Benaize est catégorisée commune rurale à habitat très dispersé, selon la nouvelle grille communale de densité à sept niveaux définie par l'Insee en 2022.
Elle est située hors unité urbaine. Par ailleurs la commune fait partie de l'aire d'attraction du Blanc, dont elle est une commune de la couronne,. Cette aire, qui regroupe 23 communes, est catégorisée dans les aires de moins de 50 000 habitants,.

### Occupation des sols
L'occupation des sols de la commune, telle qu'elle ressort de la base de données européenne d’occupation biophysique des sols Corine Land Cover (CLC), est marquée par l'importance des territoires agricoles (82,2 % en 2018), une proportion identique à celle de 1990 (82,2 %). La répartition détaillée en 2018 est la suivante : 
terres arables (57,5 %), zones agricoles hétérogènes (22,1 %), forêts (17,8 %), prairies (2,6 %). L'évolution de l’occupation des sols de la commune et de ses infrastructures peut être observée sur les différentes représentations cartographiques du territoire : la carte de Cassini (XVIIIe siècle), la carte d'état-major (1820-1866) et les cartes ou photos aériennes de l'IGN pour la période actuelle (1950 à aujourd'hui).

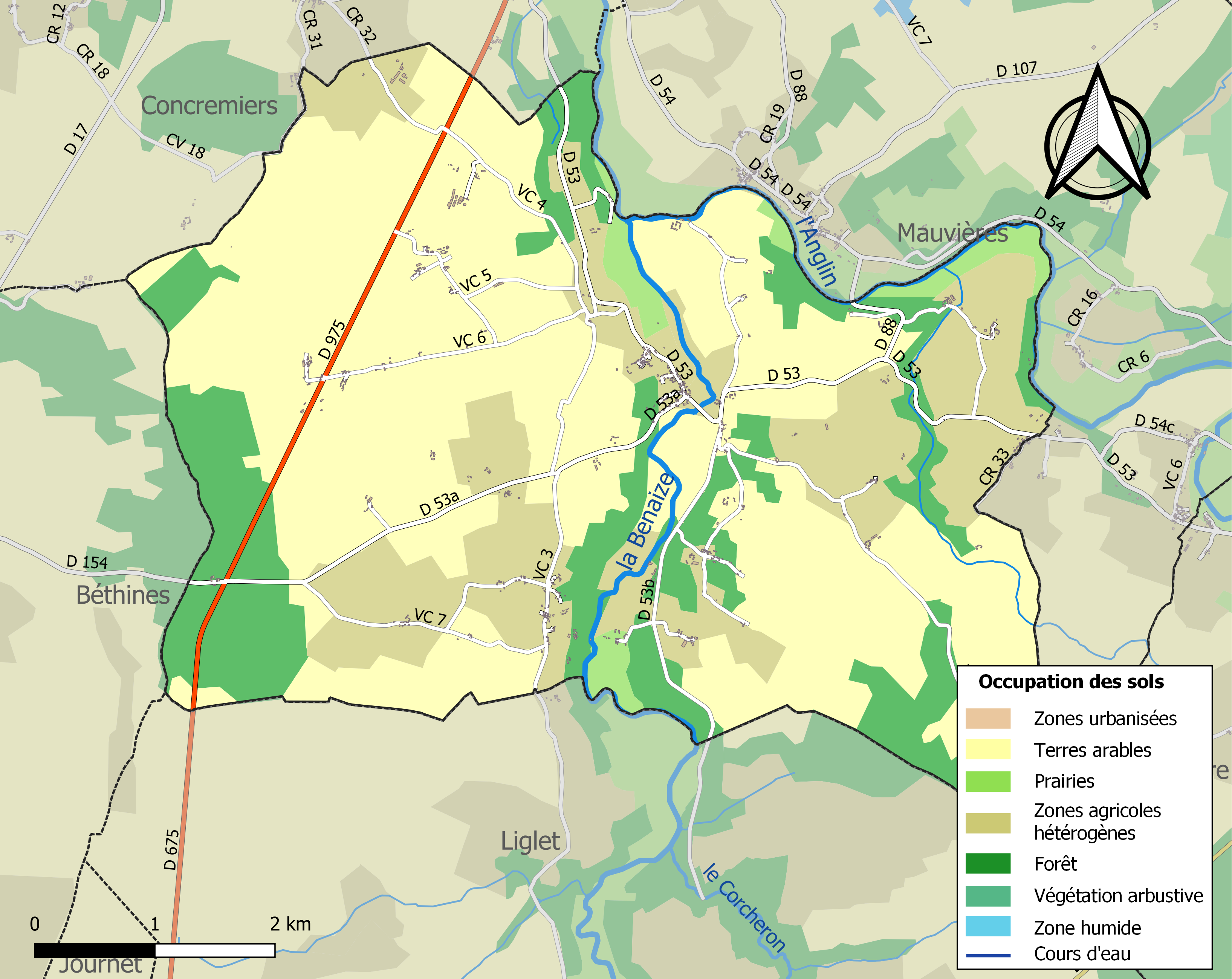
Carte des infrastructures et de l'occupation des sols de la commune en 2018 (CLC).

### Logement
Le tableau ci-dessous présente le détail du secteur des logements de la commune :
| Date du relevé                                              | 2013   |
| Nombre total de logements                                   | 265    |
| Résidences principales                                      | 55,4 % |
| Résidences secondaires                                      | 28,3 % |
| Logements vacants                                           | 16,2 % |
| Part des ménages propriétaires de leur résidence principale | 74,3 % |

### Risques majeurs
Le territoire de la commune de Saint-Hilaire-sur-Benaize est vulnérable à différents aléas naturels : météorologiques (tempête, orage, neige, grand froid, canicule ou sécheresse), feux de forêts et séisme (sismicité faible). Un site publié par le BRGM permet d'évaluer simplement et rapidement les risques d'un bien localisé soit par son adresse soit par le numéro de sa parcelle.
Pour anticiper une remontée des risques de feux de forêt et de végétation vers le nord de la France en lien avec le dérèglement climatique, les services de l’État en région Centre-Val de Loire (DREAL, DRAAF, DDT) avec les SDIS ont réalisé en 2021 un atlas régional du risque de feux de forêt, permettant d’améliorer la connaissance sur les massifs les plus exposés. La commune, étant pour partie dans le massif de Luzeraize, est classée au niveau de risque 4, sur une échelle qui en comporte quatre (1 étant le niveau maximal).

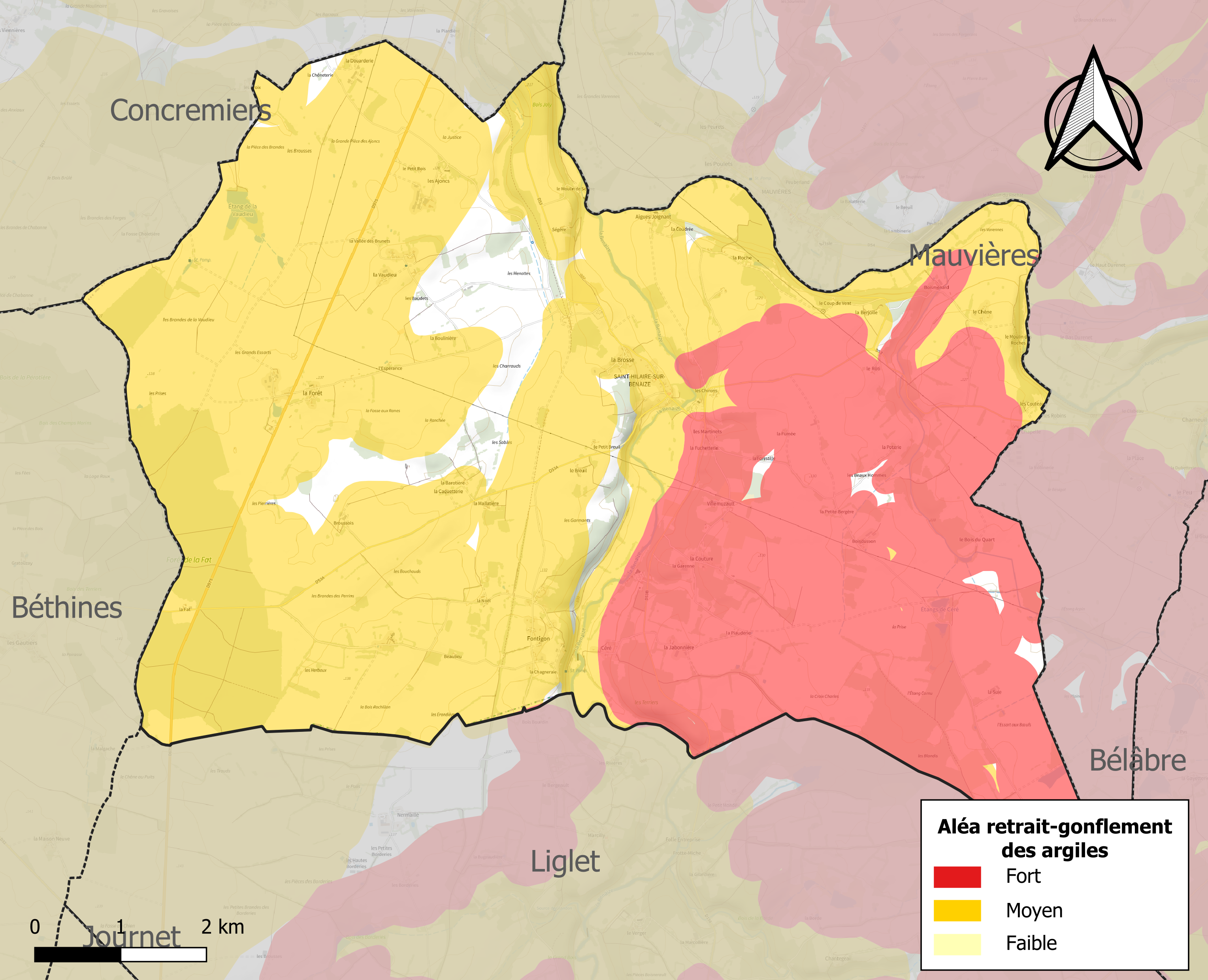
Carte des zones d'aléa retrait-gonflement des sols argileux de Saint-Hilaire-sur-Benaize.

Le retrait-gonflement des sols argileux est susceptible d'engendrer des dommages importants aux bâtiments en cas d’alternance de périodes de sécheresse et de pluie. 93 % de la superficie communale est en aléa moyen ou fort (84,7 % au niveau départemental et 48,5 % au niveau national). Sur les 237 bâtiments dénombrés sur la commune en 2019, 227 sont en aléa moyen ou fort, soit 96 %, à comparer aux 86 % au niveau départemental et 54 % au niveau national. Une cartographie de l'exposition du territoire national au retrait gonflement des sols argileux est disponible sur le site du BRGM,.
Concernant les mouvements de terrains, la commune a été reconnue en état de catastrophe naturelle au titre des dommages causés par la sécheresse en 2009, 2018 et 2019 et par des mouvements de terrain en 1999.

## Toponymie
Durant la Révolution française, pour suivre le décret de la Convention du 25 vendémiaire an II invitant les communes ayant des noms pouvant rappeler les souvenirs de la royauté, de la féodalité ou des superstitions, à les remplacer par d'autres dénominations, la commune change de nom pour L’Union.

## Histoire
En 1819, la commune a absorbé celle voisine de La Vaudieu ; cette dernière, peuplée de 127 habitants au recensement de 1806, avait porté provisoirement, au cours de la Révolution française, le nom de L’Orme.
La commune fut rattachée de 1973 à 2015 au canton de Bélâbre.

## Politique et administration
La commune dépend de l'arrondissement du Blanc, du canton de Saint-Gaultier, de la première circonscription de l'Indre et de la communauté de communes Marche Occitane - Val d'Anglin.
| Période                                  | Période   | Identité              | Étiquette | Qualité  |
| ---------------------------------------- | --------- | --------------------- | --------- | -------- |
| mars 2001,                               | mars 2014 | Jean-Charles Thibault | ?         | Retraité |
| mars 2014                                | 2020      | Serge Bégon           | DVD       | Retraité |
| 2020                                     | En cours  | Marie-Laure Frisch    |           |          |
| Les données manquantes sont à compléter. |           |                       |           |          |

## Population et société

### Démographie
L'évolution du nombre d'habitants est connue à travers les recensements de la population effectués dans la commune depuis 1793. Pour les communes de moins de 10 000 habitants, une enquête de recensement portant sur toute la population est réalisée tous les cinq ans, les populations de référence des années intermédiaires étant quant à elles estimées par interpolation ou extrapolation. Pour la commune, le premier recensement exhaustif entrant dans le cadre du nouveau dispositif a été réalisé en 2006.

En 2022, la commune comptait 314 habitants, en évolution de +2,28 % par rapport à 2016 (Indre : −3 %, France hors Mayotte : +2,11 %).
| 1793 | 1800 | 1806 | 1821 | 1831  | 1836 | 1841 | 1846 | 1851 |
| ---- | ---- | ---- | ---- | ----- | ---- | ---- | ---- | ---- |
| 794  | 858  | 717  | 918  | 1 010 | 998  | 927  | 984  | 996  |

| 1856  | 1861  | 1866  | 1872 | 1876 | 1881  | 1886  | 1891 | 1896 |
| ----- | ----- | ----- | ---- | ---- | ----- | ----- | ---- | ---- |
| 1 031 | 1 005 | 1 006 | 993  | 997  | 1 009 | 1 206 | 927  | 868  |

| 1901 | 1906 | 1911 | 1921 | 1926 | 1931 | 1936 | 1946 | 1954 |
| ---- | ---- | ---- | ---- | ---- | ---- | ---- | ---- | ---- |
| 902  | 907  | 897  | 765  | 716  | 655  | 670  | 608  | 554  |

| 1962 | 1968 | 1975 | 1982 | 1990 | 1999 | 2006 | 2011 | 2016 |
| ---- | ---- | ---- | ---- | ---- | ---- | ---- | ---- | ---- |
| 518  | 463  | 365  | 329  | 293  | 303  | 352  | 358  | 307  |

| 2021 | 2022 | - | - | - | - | - | - | - |
| ---- | ---- | - | - | - | - | - | - | - |
| 307  | 314  | - | - | - | - | - | - | - |

### Enseignement
La commune dépend de la circonscription académique du Blanc.

### Médias
La commune est couverte par les médias suivants : La Nouvelle République du Centre-Ouest, Le Berry républicain, L'Écho - La Marseillaise, La Bouinotte, Le Petit Berrichon, France 3 Centre-Val de Loire, Berry Issoudun Première, Vibration, Forum, France Bleu Berry et RCF en Berry.

## Économie
La commune se situe dans l’aire urbaine du Blanc, dans la zone d’emploi du Blanc et dans le bassin de vie du Blanc.
La commune se trouve dans l'aire géographique et dans la zone de production du lait, de fabrication et d'affinage du fromage Pouligny-saint-pierre.

## Culture locale et patrimoine

### Patrimoine
- Chapelle
- Monument aux morts
- Lanterne des morts
- Croix Charles
- Grottes de Saint-Hilaire
- Grotte du Moulin
- Fontaine de Fontigon

#### Château d’Aigues-Joignant
Le château d'Aigues-Joignant, au confluent de la Benaize et de l’Anglin, comme l’explicite son nom « eau qui joignent », appartenait à l’origine à la seigneurie de Cors tenue par les Sénebaud. Aux environs de 1130, un membre de la famille donne son fief à l'abbaye de l'Étoile, récemment installée en Poitou. Deux incendies le ravagent au XVIe siècle, le prieuré est, à cette époque, totalement remanié. L’ancienne chapelle a fait place à un bâtiment rectangulaire avec terrasse et le logis principal a été augmenté d’un étage et décoré d’ornements néo-Renaissance comme les meneaux ou les créneaux. Il est flanqué de deux tours rondes qui ne paraissent pas remonter au-delà du XVIe siècle. La grosse tour ouest abrite une belle salle gothique voutée d’ogives.

#### Château des Ajoncs
Le château des Ajoncs appartenaient au milieu du XIXe siècle à la famille Thomassin. En 1870, Oscar Thomassin légua la propriété, avec des moyens financiers, à la commune de Saint-Hilaire pour fonder un hospice. Celui-ci fonctionna de 1884 à 1937. D’ordonnance symétrique, le château se compose d’un corps de logis présentant curieusement quatre ouvertures en rez-de-chaussée, alors que le premier étage comporte cinq travées. Au centre de celui-ci la porte fenêtre centrale s’ouvre sur un vaste balcon. À chaque extrémité du corps de logis, en légère avancée et reliées au corps central par une petite aile, s’élèvent deux tourelles à toit en poivrière flanquées de pavillons dont l’une abrite une petite chapelle.

#### Château de Céré
Le château de Céré sur la rive droite de la Benaize, est classé aux monuments historiques depuis 1923. Le château fort est composé de quatre tours entourant un logis. L’une d’elles, « la tour à la lanterne », a encore des croisillons de bois datant du XIIIe siècle. Cette tour renferme un oratoire orné de fresques classé monument historique en 1923. Les tours de ce château servaient à garder des gués de la Benaize.

#### Château de la Brosse
Le château de la Brosse est le monument le plus ancien de Saint-Hilaire-sur-Benaize, son donjon carré date du XIIe siècle, il gardait le gué du même nom qui permettait de traverser la Benaize. Ce château a servi d’école à partir de 1851. L’école laïque de filles demeura jusqu’en 1920 dans ce château.

#### Église Saint-Hilaire
Elle est située sur la place. Elle fut construite aux XIe siècle, XIIIe et XIXe siècles et fut restaurée en 1801 et subit des remaniements de 1840 à 1901. En 1895 cette église possède une cloche de bronze du poids de 450 kg portant la date de 1528 elle fut classée monument historique, le 13 mai 1944. La chapelle date du XIe siècle puisqu’en 1092 Pierre II évêque de Poitiers fit donation aux bénédictins de Saint-Savin de plusieurs églises dont celle de Saint-Hilaire. Au XIIIe siècle sont construites la nef et la porte d’entrée et le XVIe siècle voit l’apparition du porche et du clocher. Le chœur datant du XIe siècle est éclairé par quatre ouvertures romanes, très étroites. Une très ancienne statue de bois, placée dans le porche aurait été restaurée, après la Révolution, cachée au-dessus de la voûte ainsi qu’un Christ en bois. Le clocher subit une réfection en 1991. À l’extérieur se trouvent de nombreux contreforts, une curieuse sculpture sur l’un d'eux et un cadran solaire au-dessus de la porte secondaire. La pierre des morts qui servait à poser le cercueil ne sert plus, mais est toujours présente près de l’église.

#### Prieuré Saint-Hilaire
Il est situé entre la rive gauche de la Benaize et une charmille. Celui-ci relevait, sans doute dès le XVe siècle, de l’importante abbaye bénédictine de Déols. Aux constructions d’origine qui regroupent la maison et des communs construits en équerre, est venu s’ajouter un bâtiment annexe qui porte la date de 1764. Le logis principal est un bâtiment rectangulaire flanqué de trois tours. La tour principale, arasée, indique l’entrée alors que la tour est renfermait un oratoire. Seules de petites ouvertures rectangulaires viennent percer  le rez-de-chaussée surmonté, au XXe siècle, d’un étage sous combles et doté de plusieurs lucarnes.

#### Logis Saint-Hilaire
Ce sont deux bâtiments organisés autour d’une cour presque fermée : un ensemble construit et modifié du XVe siècle au XVIIe siècle dans l’esprit du siècle précèdent. Les ouvertures sont du XVIIe siècle : côté cour un chien assis flanqué de deux oculi, côté jardin, quatre oculi. On ne sait rien sur ce bâtiment avant le XIXe siècle. Le mur bas qui entoure le logis doit être la base des fortifications du château initial.

#### Domaine de Bois Ménard
Il s’élève sur un coteau qui domine l’Anglin. Le premier seigneur en est Joachim Roubault en 1427, et qui deviendra maréchal de France en 1461. En 1525, la famille Delesgue en est propriétaire. En 1618, Antoine Mornet achète le fief. La famille le conservera jusqu’en 1767 où, par mariage, il parvint à la famille Augier de Crémiers. Durant toute son histoire, Bois Ménard n’a cessé d’être modifié. La maison principale est composée de deux bâtiments accolés par un seul angle. Le premier, au sud, présente des angles arrondis. Il est construit sur une ancienne cave au murs épais et percés de niches, ce qui pourrait laisser penser à une chapelle. Le deuxième corps du logis a également été très modifié. Le premier étage, datant du XVIIIe siècle et percé de larges baies, tranche avec l’ancien rez-de-chaussée et ses petites ouvertures. Malgré ces nombreuses reconstructions, le domaine conserve toute son unité grâce à l’utilisation de matériaux et de lucarnes identiques, ainsi que de belles toitures à quatre pans.

#### Commanderie de Lavaudieu
C'est les vestiges de l'ancienne commanderie de Lavaudieu de l’ordre de Malte, qui comptait aussi autrefois une chapelle. Une belle porte gothique signale un bâtiment de l’ancien prieuré. On y trouve aussi une croix avec le buste de saint Jean.

#### Grottes de Saint-Hilaire
Elles furent découvertes en 1875 et étaient les plus riches de la région en éléments naturels. Stalactites et stalagmites y étaient remarquables. Pendant longtemps elles se visitèrent librement, et chacun voulait emporter une petite pierre en souvenir ; elles furent ainsi très abîmées. Les entrées de la grotte de Saint-Hilaire sont aujourd'hui situées sur des propriétés privées. Ces grottes n'ont jamais été visitées dans leurs entièretés.

#### Moulin de Ségère
Il est aujourd’hui une propriété privée. Ce moulin à eau possède à ses côtés la rivière de l’Anglin avec de magnifiques chutes d’eau et en face une île privée.

### Héraldique, logotype et devise
| Blason de Saint-Hilaire-sur-Benaize | Blason  | D'or à une crosse de sable, au dragon de gueules brochant ; chaussé engrêlé d'azur chargé de deux poissons courbés d'argent affrontés en pal. |
| Blason de Saint-Hilaire-sur-Benaize | Détails | Le statut officiel du blason reste à déterminer.                                                                                              |